# Georg Alexander Ruperti
Georg Alexander Ruperti (* 19. Dezember 1758 in Bremervörde; † 14. März 1839 in Stade) war ein deutscher lutherischer Theologe.

## Leben
Ruperti wurde als Sohn eines Amtsassessors in Bremervörde geboren. Er studierte Theologie und wurde Rektor in Stade, 1809 Garnisonprediger und Konsistorialrat in Stade, 1811 erster Pastor in Dorum und 1814 Generalsuperintendent der Generaldiözese Bremen-Verden und Konsistorialrat in Stade.
In seiner Zeit als Rektor in Stade gab er unter anderem einen mehrbändigen Liviuskommentar heraus.
Ruperti war verheiratet mit Elisabeth Maria Louise, geborene Wickhardt (1764–1836). Das Ehepaar hatte den Sohn Justus. Rupertis Enkel Justus Ruperti war Generalsuperintendent für Holstein mit Sitz in Kiel.

## Werke
- Des heiligen Abendmahls ursprüngliche, bedeutsame und würdige Feier (Hannover 1821)